# Dirk Jansen van Galen
Dirk Jansen van Galen (Rozendaal, 9 februari 1887 - Assen, 26 juli 1970) was een Nederlandse architect. Het grootste deel van zijn loopbaan was hij actief als directeur gemeentewerken in Assen.

## Leven en werk
Na het bezoeken van het lager onderwijs en de ambachtsschool in Arnhem, volgde Jansen van Galen cursussen aan de avondtekenschool. Daarna studeerde hij moderne talen, wiskunde, waterbouwkunde en hogere bouwkunde. Hij werkte daarna eerst op particuliere architectenbureaus om vervolgens te gaan werken bij de gemeenten Harderwijk en Dordrecht. Na een dienstverband bij de Genie in Amersfoort werd hij in 1912 benoemd als technisch hoofdambtenaar bij de gemeentewerken. Onder supervisie van directeur Taeke Boonstra ontwierp hij de Rijkskantoren aan de Wilhelminastraat. In 1916 volgde hij Boonstra op als directeur.
Als directeur heeft hij een belangrijke bijdrage geleverd aan de verbetering van het telefoonnet, de gemeentereiniging en de riolering. Ook werden er stadsuitbreidingen gerealiseerd in Oud-zuid, en over het spoor. Er werden enkele nieuwe scholen gebouwd en de bestaande werden opgeknapt. Ook was hij verantwoordelijk voor de aanleg van het Veemarktterrein, het gemeentelijk abattoir, het sportpark Stadsbroek, de nieuwe haven en de TT-baan. Een aantal van zijn bouwwerken zijn tot monument verklaard. Een belangrijk punt van zijn visie was de doorbraak naar het westen, het duidelijk betrekken van de Vaart en de Markt bij de Asser binnenstad, als een visitekaartje naar ‘buiten’. Deels is dit gerealiseerd, maar niet geheel op de wijze waarop hij het voor zich zag; een stadhuis aan de Kolk is er nooit gekomen. Zijn laatste bouwwerk was de brandweerkazerne aan de Collardslaan. In 1952 ging hij met pensioen. Tot zijn dood in 1970 bleef hij in Assen wonen.

## Enkele werken
| Jaartal | Locatie                       | Omschrijving                       | Status                | Afbeelding |  |
| ------- | ----------------------------- | ---------------------------------- | --------------------- | ---------- |  |
| 1913    | Assen, Wilhelminastraat 10-12 | Rijkskantoren                      | Provinciaal monument  |            |  |
| 1920    | Assen, Bosstraat 3-5          | Dubbel woonhuis ‘Randwijk’         | Gemeentelijk monument |            |  |
| 1927    | Assen, Pelikaanstraat 127     | Ericaschool                        | Provinciaal monument  |            |  |
| 1928    | Assen, Pr. Irenestraat 6      | Emmaschool                         | Gemeentelijk monument |            |  |
| 1928    | Assen, Wet. Buningstraat 50   | Vermeerschool                      | Gemeentelijk monument |            |  |
| 1938    | Assen, v. Riebeeckstraat 7    | Café Marktzicht                    | Gemeentelijk monument |            |  |
| 1950    | Assen, Collardslaan 23-29     | Brandweerkazerne met bovenwoningen |                       |            |  |

- Biografisch Portaal: 86181372